# I (med och utan prick)

Tecknet I med varianterna i och ı är en bokstav som förekommer i flera alfabet.

## Turkiskt i
Det turkiska alfabetet, som är en variant av det latinska alfabetet, innehåller två distinkta varianter av bokstaven I, en med prick och en utan.
I ı representerar en sluten bakre orundad vokal /ɯ/.
İ i representerar en sluten främre orundad vokal /i/.
Exempel:
- İstanbul /is'tanbul/ (inleds med ett i, inte ett ı)
- Diyarbakır /dijaɾˈbakɯɾ/ (den första och sista vokalen skrivs och uttalas olika)

I kontrast skrivs bokstaven "j" (uttalad /ʒ/) på samma sätt som i det latinska alfabetet, med prick endast ovanför liten bokstav: J j.

## Konsekvenser för ligaturer
I många typsnitt försvinner pricken ovanför "i" i de vanliga ligaturerna "ﬁ" och "ﬃ" genom att den integreras i bokstaven "f". Dessa ligaturer bör undvikas vid typsättning av texter på turkiska.

## Datoranvändning
I Unicode står kodpunkten U+0130 för versalt i med prick (İ) och U+0131 för gement i utan prick (ı). I ISO 8859-9 återfinns de i positionerna 0xFD respektive 0xDD. 
Mjukvara som använder Unicodes regler för att byta mellan stora och små bokstäver kommer i allmänhet att ändra ı till I och İ till i men om den inte uttryckligen konfigurerats för turkiska så kommer I att ändras till i och i till I.
I typsättningsverktyget LaTeX skrivs ı som \i och İ som \.{I}.

## Användning i andra språk
"I" med och utan prick används i flera skriftsystem för olika turkspråk.
- Azerbajdzjanska: Det azerbajdzjanska latinska alfabetet bygger sedan 1991 på det turkiska.
- Kazakiska: I kazakstan används en variant av det kyrilliska alfabetet. Flera translittereringssystem till det latinska alfabetet existerar dock. På den version av kazakiska Wikipedia som använder det latinska alfabetet används exempelvis både i och ı samt ï.
- Tatariska: Officiellt skrivs tatariska med det kyrilliska alfabetet. Flera translittereringssystem existerar och används ofta på internet och i tryckta publikationer. De flesta bygger på det turkiska alfabetet och använder sig av i och ı.
- Krimtatariska: Skrivs officiellt med det latinska alfabetet och använder både i och ı. Kyrilliska används fortfarande vardagligen i den autonoma republiken Krim.
- Gagauziska.

### Allmänna källor
- http://www.unicode.org/charts/PDF/U0100.pdf